# Herb Lutomierska
Herb Lutomierska – jeden z symboli miasta i gminy Lutomiersk, ustanowiony 14 czerwca 2003.

## Wygląd i symbolika
Herb przedstawia na tarczy  w polu zielonym późnogotyckiej (hiszpańskiej) tarczy herbowej centaura kroczącego (półkonia barwy białej o żółtych kopytach, półczłowieka o barwie naturalnej tj. cielistej o włosach żółtych), mierzącego z łuku o barwie żółtej strzałą o barwie żółtej za siebie w kierunku własnego ogona, zakończonego łbem węża o oku barwy żółtej.

## Historia
Herb "Centaur" miał nadać miastu Lutomiersk król Zygmunt Stary. Do niego bezpośrednio nawiązuje herb gminy. Znana jest pieczęć z tym herbem z lat 1533-35. Rysunek herbu uległ zniekształceniu w latach późniejszych. Na pieczęci z lat 1752, 1783 widniała kobieta siedząca na ozdobnym krześle napinająca łuk. Marek Adamczewski twierdzi, że wizerunek takiego herbu mieli zaproponować właściciele miasta, zafascynowani Renesansem i mitologią antyczną. Według Adamczewskiego, kobieta z XVIII-wiecznej pieczęci to Diana. Pamięć o dawnych herbach Lutomierska nie zaginęła w czasach rozbiorów. Projektanci herbów pracujący na potrzeby Albumu Heroldii Królestwa Polskiego zaprojektowali m.in. dla Lutomierska herb zgodny z historycznymi przekazami. Najprawdopodobniej czerpali wzór z pieczęci XVIII-wiecznej. Herb Lutomierska w swej XVIII-wiecznej formie, w opracowaniu Wacława Granicznego, został umieszczony pośród innych herbów na stronie tytułowej Przyczynków do dziejów ziemi sieradzkiej w 1915.
Ekspertyzę heraldyczną związaną z opracowaniem herbu gminy Lutomiersk przeprowadził Marek Adamczewski.